# Cross-platform play
Кросс-платформинг или crossplay — режим игры по сети между игроками с использованием разных аппаратных платформ таких как игровая консоль, персональный компьютер и смартфоны. 

## Видеоигры и их особенности
Видеоигры часто разрабатываются как кроссплатформенные программные продукты с использованием стандартных программных библиотек, игровых движков и языков сценариев, которые отделяют специфические для платформы детали от конкретных элементов самой игры. Такие инструменты позволяют выпускать игры одновременно для многих платформ. С появлением Интернета в игры были включены компоненты многопользовательской сетевой игры, позволяющие двум или более пользователям одновременно играть на разных компьютерных системах. Игры, выпущенные для платформы, могут использовать для этого преимущества сетевых библиотек для конкретной платформы.
Есть некоторые практические ограничения для кроссплатформенной игры. В играх, где компьютер или консоль игрока выступает в роли сервера, возможности оборудования могут ограничивать количество игроков, которые может принимать этот сервер, и тем самым препятствовать кроссплатформенной игре. Аппаратное обеспечение также играет важную роль в рассмотрении того, насколько игрок может настроить игру на компьютере для работы с высокой частотой кадров, в то время как консольные версии исправлены для оптимальной работы при установленной конфигурации оборудования.

## История

### Относительно консолей
- До 2006 г. аппаратные консоли обычно не имели встроенных подключений к Интернету, и часто требовалось специальное оборудование для подключения к сети. Это позволило развернуть некоторые игры как кроссплатформенные. Заметным исключением была Sega Dreamcast 1998 года, все консоли которой были оснащены модемом и могли играть с игроками на ПК в такие игры, как 4x4 Evo, Maximum Pool, Quake 3 Arena и Phantasy Star Online (предустановленные фразы автоматически переводятся между языками, а в пользовательских поддерживаются смайлики). В 2002 году Sony представила онлайн-игру между PlayStation 2 и компьютерами в Final Fantasy XI[1].

### Microsoft
Microsoft исследовала кроссплатформенную игру между консолями Xbox и игроками с ПК на Windows, используя собственные сервисы. Компания разработала интерфейс Games for Windows - Live частично для работы со службами Xbox Live, чтобы можно было запускать кроссплатформенную игру. Первой выпущенной для такого режима игрой стала Shadowrun (2007).
- Microsoft продолжила развитие кроссплатформенных функций в Xbox One и операционной системе Windows 10 для персональных компьютеров. Анонсированная на конференции разработчиков игр в марте 2015 года, Windows 10 напрямую интегрирует службы Xbox Live и включает технологию поддержки кросс-платформинга, которая позволяет пользователям Xbox и Windows играть вместе. Там же Microsoft анонсировала игры с поддержкой кроссплатформенного режима, включая Gigantic и Fable Legends[3].

## Мобильные устройства
Как правило, игры на мобильных устройствах, хотя и используют операционные системы iOS, Android или Windows Mobile, не поддерживают кроссплатформенную игру. Мобильные игры разрабатываются с учётом ограничений скорости соединения сотовых сетей, поэтому большинство игр часто представляют собой пошаговые стратегии, а не игры в реальном времени. Многие многопользовательские игры для мобильных устройств являются асинхронными: игроки могут делать ходы или выполнять действия в разное время, а игра сохраняет состояние и прогресс каждого игрока, демонстрируя их в момент входа в игру.
Есть мобильные игры, в которых есть синхронная кроссплатформенная игра, обычно с использованием централизованных сервисов для нормализации выбора платформы.
Microsoft представила серверные Realms в июне 2016 года, чтобы позволить игрокам Minecraft на устройствах Windows, iOS и Android играть вместе. Xbox One подключён в 2017 году и, в конечном итоге, поддерживает оборудование виртуальной реальности. Версия Minecraft «‎Bedrock»‎ объединяет игры для Windows 10, мобильных версий, Xbox One и Nintendo Switch с кроссплатформенной игрой для PlayStation 4, добавленной в декабре 2019 года, в то время как мобильные версии Fortnite: Battle Royale были созданы с возможностью кроссплатформенной игрой с компьютерами и консолями.
Epic Online Services SDK позволяет разработчикам интегрировать кроссплатформенную игру в мобильные клиенты с использованием установленной серверной технологии Epic.